# IHNC Lake Borgne Surge Barrier
De Inner Harbor Navigation Canal Lake Borgne Surge Barrier (IHNC) is een stormvloedkering die gebouwd wordt in de Gulf Intracoastal Waterway (GIWW) en de Mississippi River-Gulf Outlet (MRGO) in de Amerikaanse staat Louisiana bij New Orleans. De kering wordt gebouwd op de plaats waar de beide kanalen elkaar ontmoeten.
Deze stormvloedkering van bijna 3 km lang moet New Orleans en omgeving beschermen tegen een nieuwe stormvloed. De kosten van de kering, een miljard dollar, werd in 2006 door het Congres goedgekeurd.
De kering krijgt twee deuren, bij Bayou Bienvenue en de Intracoastal Waterway om onder normale weersomstandigheden scheepvaartverkeer door te laten. De kering is de grootste in zijn soort in de Verenigde Staten, maar kleiner dan de Oosterscheldekering. De dam moet het hoofd kunnen bieden aan een storm die eens per 100 jaar voorkomt.

## Constructie
Vanwege de zwakke bodem bestaat de dam voor een groot deel uit 1271 betonnen palen met een diameter van 1,67 m en een lengte van bijna 44 meter. Tussen deze palen worden vierkante kleinere palen geslagen om de openingen te dichten. Achter de betonnen palen komen lange stalen palen onder een hoek van 57° om de druk van het water af te dragen op de bodem achter de kering. Boven op deze constructie komt een rand van prefab betonnen elementen van ongeveer 96 ton per stuk.
In de kering komen afsluitbare openingen. In de Gulf Intracoastal Waterway komt een complex met twee doorlaten. De kleinste heeft twee stalen sectordeuren, vergelijkbaar met conventionele sluisdeuren, de grootste opening kan afgesloten worden door middel van een betonnen caisson. Voor recreatievaart en vissersboten wordt bij de doorgang in Bayou Bienvenue een hefdeur geplaatst.
Het Mississippi River-Gulf Outlet Canal is gesloten voor scheepvaartverkeer en krijgt daarom ook geen opening in de dam.